# Journal des Goncourt
Pour les articles homonymes, voir Journal (homonymie).
Le Journal, sous-titré Mémoires de la vie littéraire, est un journal intime écrit à partir de 1851 par les frères Goncourt, puis, à partir de la mort de Jules de Goncourt en 1870, par Edmond de Goncourt seul jusqu'en 1896.
Il est d'abord publié sous forme expurgée entre 1887 et 1896. Ce n'est qu'à partir de 1956 que peut être publié le texte intégral d'après le manuscrit (à l’exception encore « de quelques précisions, suppressions imposées par des nécessités légales »). Une édition critique, fondée strictement sur le manuscrit, y compris les biffures et les parties raturées, est en cours aux éditions Honoré Champion depuis 2005.

## Éditions

### Édition expurgée
- Journal des Goncourt : mémoires de la vie littéraire (Charpentier et Fasquelle, 1887–1896), neuf volumes
- Journal des Goncourt : mémoires de la vie littéraire (Flammarion et Fasquelle, 1935–1936), neuf volumes« Édition définitive, publiée sous la direction de l'Académie Goncourt. »

### «Édition prudente»[3]
Texte établi par Robert Ricatte. La plupart des coupures sont restaurées, mais pas toutes.
- Journal des Goncourt : mémoires de la vie littéraire (Fasquelle et Flammarion, 1956), quatre volumes
- Journal des Goncourt : mémoires de la vie littéraire (Éditions de l'Imprimerie nationale de Monaco, 1956–1958), vingt-deux volumes
- Journal des Goncourt : mémoires de la vie littéraire (Robert Laffont, collection « Bouquins », 1989 ; réédition, 2004), trois volumes

### Édition critique
Texte établi par Christiane et Jean-Louis Cabanès. « À la différence de Robert Ricatte, nous n’avons pas ajouté à la transcription du manuscrit des passages empruntés à l’édition du Journal parue du vivant d’Edmond. En faisant ressortir les biffures, en restituant aussi précisément que possible les parties raturées, nous avons pris le parti de la fidélité la plus stricte, tout en publiant en annexe l’édition Charpentier, parue de 1887 à 1896. »
- Journal des Goncourt (Champion, à partir de 2005), en cours ; cinq volumes sont parus jusqu'en 2021, couvrant les années 1851–1871

## Liens
- Notices dans des dictionnaires ou encyclopédies généralistes :   - Britannica
  - Universalis
- Notices d'autorité :   - GND